# Рейнджър (CV-4)
Вижте пояснителната страница за други значения на Рейнджър.
USS „Рейнджър“ (USS Ranger, означение CV-4) е първият самолетоносач на Военноморските сили на Съединените щати проектиран и построен още от самото начало като самолетоносач. (Първият американски самолетоносач – „Ленгли“ – е преустроен въглевоз, а следващите два – „Лексингтън“ и „Саратога“ – започват да се строят като крайцери.)
Спуснат е на вода на 25 февруари 1933 година от Лу Хенри Хувър, съпругата на тогавашния президент на САЩ, и е приет на служба на 4 юни 1934 г.
Полетната палуба и хангарите на „Рейнджър“ са изпълнени като надстройки, издигнати над корпуса. Кулата с командния мостик е разположена на десния борд, а пушека от котлите е изведен през 6 къси тръби, по три на всеки борд. В зависимост от посоката на вятъра, пушека се изпуска през левите или десните комини. За издигане на самолетите на полетната палуба и пускането им за по-кратко време са поставени подемник и един катапулт.
„Рейнджър“ става прототип за следващ клас американски самолетоносачи от клас „Йорктаун“. Самолетоносачът се оказва неприспособим към напрегнати бойни действия и в началото е използван като авиотранспорт, а по-късно като учебен кораб.